# ニカ・ダールデロップ
ニカ・ダールデロップ（Nika Daalderop、1998年11月29日 - ）は、オランダの女子バレーボール選手。ポジションはアウトサイドヒッター。オランダ代表。

## 来歴

### クラブチーム
アムステルダム出身。2013年、地元のジュニアチームに入団。2014/15シーズンにTalent Team Papendal Arnhemに入団し、プロとしてのキャリアをスタートさせる。2016/17シーズンにドイツのLadies in Black Aachenに移籍した。2018/19シーズンにイタリアセリエAのイル・ビゾンテ・フィレンツェと契約し、2年間プレーした。2020/21シーズンはイゴール・ゴルゴンゾーラ・ノヴァーラでプレーし、リーグ準優勝を果たした。2022/23シーズンはトルコリーグの強豪ワクフバンクSKと契約した。2023/24シーズンイタリアセリエA1のモンツァに移籍した。

### 代表チーム
2017年、オランダ代表に初選出された。同年のワールドグランプリでデビューした。同年の欧州選手権で銀メダルを獲得した。2019年、東京五輪大陸間予選に出場した。2021年、ネーションズリーグではエースとしてチームを牽引した。2022年、地元開催の世界選手権に出場した。2023年、欧州選手権では銅メダルを獲得した。

## 球歴
- 世界選手権 - 2022年
- ワールドグランプリ - 2017年
- ネーションズリーグ - 2018年、2019年、2021年、2022年、2023年
- 欧州選手権 - 2017年、2019年、2021年、2023年

## 所属クラブ
- Talent Team Papendal Arnhem（2014-2016年）
- Ladies in Black Aachen（2016-2017年）
- アリアンツ MTV シュトゥットガルト（2017-2018年）
- イル・ビゾンテ・フィレンツェ（2018-2020年）
- イゴール・ゴルゴンゾーラ・ノヴァーラ（2020-2022年）
- ワクフバンクSK（2022-2023年）
- モンツァ（2023年-）